# Gabriela Cristea
Gabriela Cristea (n. 26 octombrie 1974, Oltenița) este o prezentatoare de televiziune și o personalitate media din România. A devenit cunoscută pentru emisiunile sale de divertisment și talk-show-uri. De-a lungul carierei, a avut diverse proiecte în televiziune și a fost implicată și în alte activități de divertisment.  

## Biografie
Asolvit Facultatea de Comunicare și Relații Publice din SNSPA din București, Comunicare neurolingvistică și Facultatea de Sociologie Comunicare diplomatică - Ministerul Afacerilor Externe.
Gabriela Cristea a debutat la TVR 1 în 1994, fiind prezentator al concursule divertisment la Tele 7abc, iar apoi până în iulie 2000 a lucrat la Pro TV ca PR Manager în campania ProNato și prezentator. În perioada noiembrie 2000 - iulie 2005 a fost prezentator de știri sportive și co-prezentator al unei emisiuni matinale la B1 TV.
Din anul 2007 până în toamna lui 2018 a lucrat la postul Kanal D, fiind prezentatoarea emisiunii reality-show Noră pentru mama, care acum se numește Te vreau lângă mine, de unde a fost concediată, apoi prezentatoarea emisiunii , Te iubesc de nu te vezi , Pe Antena Stars, iar în prezent, pe același post prezintă emisiunea ,,Like a star", o emisiune cu și despre iubire. În data de 29 martie 2021 , aceasta a lansat o extensie a reality show-ului "Mireasa", de la Antena 1, numită "Mireasa - Urzeala Soacrelor".